# Kaya Laß

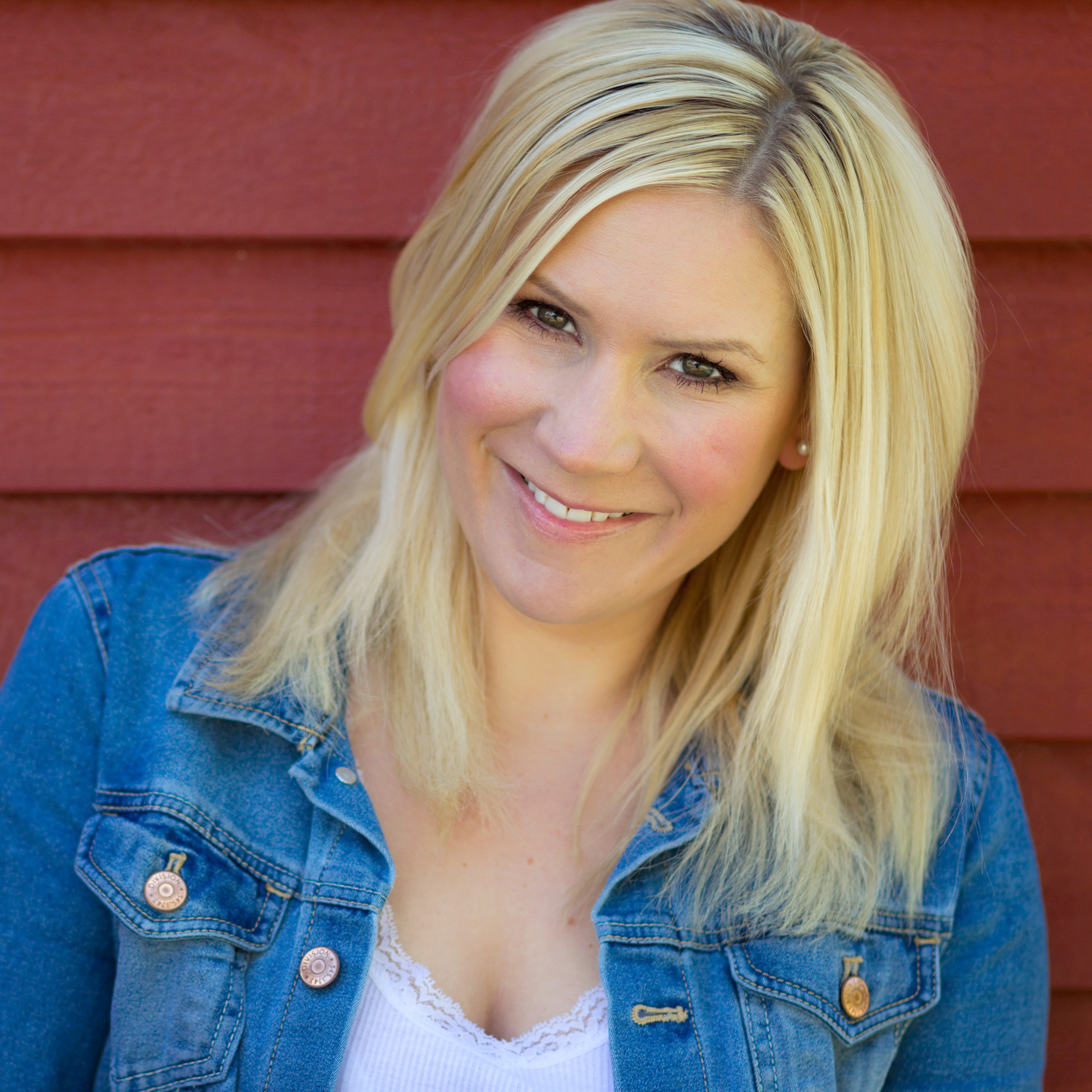
Kaya Laß (2015)

Kaya Laß (* 7. Januar 1983 in Kiel als Katharina Laß geboren) ist eine deutsche Moderatorin, Sängerin, Sprecherin und Texterin.

## Leben und Wirken
Nach dem Abbruch ihres Schauspielstudiums in Kiel begann sie 2002 beim norddeutschen Jugendsender delta radio ihr Volontariat und moderierte parallel die Morningshow. Der Sender war auf sie aufmerksam geworden, nachdem sie beim Musik-Fernsehsender VIVA im Moderations-Casting You Can Make It Always den zweiten Platz hinter Janin Ullmann belegt hatte. Sie moderierte auf delta radio zeitweilig unter dem Namen Kaos Kaya die Morningshow mit Alexander Rudzinski.
2009, nachdem ihre Mutter plötzlich verstarb, wechselte sie zur Jugendwelle des Hessischen Rundfunks, You FM, nach Frankfurt am Main. Den Verlust ihrer Mutter hat sie im Song „Original“ verarbeitet. Bei YOU FM war sie Musikredakteurin und Moderatorin ihrer eigenen Sendung YOU FM Sounds mit Kaya, in der sie den Hörern vor allem neue Musik vorstellte. Hier lernte sie den Frankfurter Musikproduzenten, Rapper und Gründer des Labels 3P, Moses Pelham, kennen, der sie kurze Zeit später als Background-Sängerin seiner Band Glashaus engagierte.
2011 nahm Kaya Laß eine Auszeit vom Radio und war mehrere Monate als Sängerin und DJ auf den Schiffen der AIDA Cruises angestellt. Im Frühjahr absolvierte sie zudem ein Praktikum bei RTL Television in New York City als Assistent Producer.
Im Juli 2012 nahm sie ein Angebot des Hamburger Radiosenders alsterradio an, verließ den Sender jedoch bereits ein Jahr später wieder.
Ab Mitte August 2016 moderierte Kaya Laß den Nachmittag bei Antenne Niedersachsen in Hannover – sowohl allein, als auch im Doppel mit Stefan Flüeck. Später übernahm sie die Vormittagssendung „Kaya Laß, während ihr arbeitet“ und wurde für diese als „Beste Moderatorin“ mit dem „Deutschen Radiopreis“ 2018 ausgezeichnet. Ein Jahr zuvor war sie dafür bereits nominiert. 2018 ist sie zudem für den „Niedersächsischen Medienpreis“ in der Kategorie „Dialog“ mit der Aktion „Niedersachsen-Hit-Tour“ nominiert worden. Für diese Tour durch eine Vielzahl niedersächsischer Dörfer ist Kaya Laß Protagonistin gewesen und sang vor Ort mit den Bewohnern, von ihr komponierte, Orts-Hymnen ein. Diese wurden auch später im Radio abgespielt.
Kaya Laß war zwischenzeitlich in der Morgensendung aus dem Verkehrszentrum Rotherbaum von NDR 90,3 neben den Moderatoren Stephan Hensel und Ulf Ansorge zu hören und moderierte zudem regelmäßig die NDR1-Nacht aus dem Landesfunkhaus in Hamburg.
Seit März 2020 ist Kaya Laß Moderatorin bei NDR 1 Welle Nord in Kiel, seit 2021 zudem auch bei NDR 1 Niedersachsen und NDR Schlager in Hannover.
Als Sängerin stand sie mit The Weather Girls, One Fine Day im Vorprogramm von Udo Lindenberg (2004), Johannes Oerding und für zahlreiche Gigs mit der Antenne-Niedersachsen-Band auf der Bühne. Während der Fußball-Weltmeisterschaft 2014 erlangte ihr WM-Song Schwarz-Rot-Gold hohe Viralität. Das Lied Atemlos durch die Nacht von Helene Fischer textete sie passend zur Fußball-WM um, das Abspielen im Radio wurde jedoch von der Plattenfirma untersagt.
Sie arbeitet außerdem als Sprecherin für Hörspiele. Am 10. Januar 2016 übernahm Kaya Laß die Gastmoderation neben Michael Thürnau in der NDR-Sendung Bingo!.
Im September 2022 nahm sie an der zwölften Staffel der Gesangs-Castingshow The Voice of Germany teil und schied in den Blind Auditions aus.

## Diskografie
- 2012: Original
- 2012: Genauso, nur anders
- 2012: Kein Plan
- 2012: Du tust mir nicht gut
- 2013: Natur. Wallenski feat. Kaya Laß, Starship 909
- 2017: Nordlichter[6]
- 2018: Kannst Du Mich Hören?
- 2019: Küstenküsse
- 2020: Semann, deine Heimat ist das Meer (Cover)
- 2020: Ein Schiff wird kommen (Cover)
- 2020: Mein starkes Ich
- 2020: Niemand (Duett mit Florian Bunke)
- 2020: Wo es begann
- 2020: Nordlichter (2020 xmas Version)
- 2021: Ich habe deinen Geburtstag vergessen
- 2021: Ich bin am Strand
- 2021: Tschüß, perfekt
- 2022: Weihnachtszeit
- 2023: Lilli Marleen (Laternenlied)

## Auszeichnungen
- Kaya Laß wurde zusammen mit Kathie Kleff und Gerlinde Jänicke, die den Preis erhielt, für den Radiopreis 2017 „Beste Moderatorin“, mit der Sendung  „Kaya Laß während ihr arbeitet“, nominiert – Antenne Niedersachsen.[7][8]
- 2017 wurde Kaya Laß zusammen mit ihrem Kollegen Jochim Redeker in der Kategorie „Dialog“ für den Niedersächsischen Medienpreis nominiert.[9]
- 2018 wurde Kaya Laß mit dem deutschen Radiopreis als beste Moderatorin ausgezeichnet.[10]